# Sansone uccide i filistei con la mascella d'asino
La tarsia Sansone uccide i filistei con la mascella d'asino fa parte delle tarsie del coro della basilica di Santa Maria Maggiore. È collocata sul presbiterio nella parte dedicata al coro dei religiosi, ottava spalliera. Uno studio delle tarsie e dei disegni preparatori fu realizzato dalla studiosa Francesca Cortesi Bosco e pubblicato nel 1987.

## Storia
La congregazione della Misericordia Maggiore, che amministrava la basilica mariana, e che aveva deciso di completare il presbiterio con un nuovo altare e con il nuovo coro, il 12 marzo 1524 affidò a Lorenzo Lotto la realizzazione dei disegni per le tarsie La tarsia fu realizzata dal Capoferri, profilata da Lucano da Imola e verniciata nel 1533 dallo stesso Capoferri.  

## Descrizione

### Tarsia
L'invenzione o storia descrive l'evento raccontato nel Libro dei Giudici (Giudici, 15,13-17) 
(Giudici 15,13-17)
La tarsia segue un percorso raffigurativo e contemplativo voluto dall'artista veneziano. L'osservatore doveva entrare nello spirito di Sansone e seguire il suo percorso nella città di Gaza con spirito contemplativo e riflessivo. L'opera riprende nello sviluppo iconografico il dipinto olio su tavola di Hans Memling Passione di Cristo del 1480. La raffigurazione è quindi molto complessa. La mascella d'asino ha il significato della predicazione dell'uomo di chiesa. Secondo san Gregorio Magno è il simbolo della predicazione che distrugge i peccati carnali che sono rappresentati dai filistei. Lotto avvicina Sansone a Cristo, pur creando le storie senza seguire la cronologia degli eventi del personaggio biblico. 
Lotto presenta nella tarsia sei momenti differenti. La prima nella parte più alta, presenta il protagonista che, in abiti militari, arriva alle porte della città protette dalle guardie dei filistei. Il secondo rappresenta il protagonista legato con corde nuove e consegnato in prossimità dal palazzo posto sul lato sinistro ai soldati. Segue la reazione del nazareno che colpisce i soldati con una mascella d'asino.  La quarta sezione raffigura Sansone a letto con una meretrice. Questi sono rappresentati fuori proporzione, più grandi in proporzione al palazzo che li ospita. Segue la scena di Sansone che esce dalla casa di nascosto e si avvia verso la parte più indifesa della città. Ultimo episodio rappresentato è il protagonista che sale sul monte Ebron con le porte scardinate dallo stipite poste sulle sue spalle. La raffigurazione di un dipinto simultaneo era stato ideato già da Dieric Bouts nei programmi iconografici ideati per i portali gotici che seguono una succession narrativa. Probabilmente l'artista ben conosceva le dieci formelle della Porta del Paradiso del battistero fiorentino di Lorenzo Ghiberti della prima metà del Quattrocento.
La porta prende il significato delle porte degli inferi, dove arriva Sansone da solo, così come Cristo che scese negli inferi liberandoci dalla morte con la resurrezione, così come Sansone ne distrugge i battenti per sempre. 

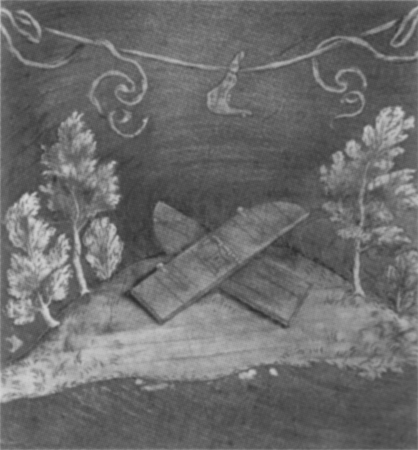
Sansone uccide i filistei- coperto

### Coperto
Il coperto o “picture a claro et obsuro” o impresa venne consegnato nel 1531 e realizzato dal Capoferri nel medesimo anno. La profilatura fu eseguita da Lucano da Imola.